# Wendeng
Wendeng är ett stadsdistrikt i staden Weihai i Shandong-provinsen i östra Kina. Före 2014 var det en självständig stad på häradsnivå (Wendeng Shi, 文登市).